# Masashi Oguro
Masashi Oguro (n. 4 mai 1980) este un fotbalist japonez.

## Statistici
| Japonia | Japonia | Japonia |
| An      | Meciuri | Goluri  |
| ------- | ------- | ------- |
| 2005    | 15      | 5       |
| 2006    | 6       | 0       |
| 2007    | 0       | 0       |
| 2008    | 1       | 0       |
| Total   | 22      | 5       |